# Ocotea magnifrons
Ocotea magnifrons är en lagerväxtart som beskrevs av Van der Werff. Ocotea magnifrons ingår i släktet Ocotea och familjen lagerväxter. Inga underarter finns listade i Catalogue of Life.